# Ернст Пауер
Ернст Пауер (нім. Ernst Pauer; 21 грудня 1826, Відень — 5 травня 1905, Югенгайм) — німецький піаніст австрійського походження. Батько Макса фон Пауера. 

## Біографія
Син лютеранського релігійного діяча Ернста Пауера. По матері походив з родини відомих клавірних майстрів Штайн-Штрайхер, племінник Андреаса Штрайхера. У 1839-1844 роках навчався музики у Відні в Симона Зехтера (композиція) і Франца Ксавера Моцарта (фортеп'яно), потім в 1845-1847 році вдосконалювався в Мюнхені під керівництвом Франца Лахнера. 
З 1847 року працював в Майнці, очоливши за рекомендацією Лахнера місцевий лідертафель. У майнцький період написав і поставив опери «Дон Рієго» (1849) і «Червона маска» (нім. Die rothe Maske; 1850), виступав з хоровими творами та театральною музикою. 
З 1851 року на багато років влаштувався в Англії. З успіхом концертував в Лондоні, представляючи великі оглядові програми з історії клавірної музики. Викладав фортеп'яно в Національній школі вивчення музики, потім в Королівському коледжі музики. У 1896 році вийшов у відставку і виїхав до Німеччини. 
Склав ряд збірок старовинної клавірної музики, редагував видання «Добре темперованого клавіру», повних зібрань клавірної музики Йозефа Гайдна, Карла Марії фон Вебера і Людвіга ван Бетовена. 